# Nam Giác
Nam Giác (tiếng Trung: 枬珏) là một phiên thuộc của nhà Châu, án ngữ khoảng địa phận Sơn Âm và Ứng hiện nay.

## Lịch sử
Nguồn gốc địa danh và thời điểm thành lập của Nam Giác đang tồn nghi. Cứ theo Tục tư trị thông giám, một người em của vua Thái Khang tên Châu (珠) được phái đi trị thủy Hoàng Hà đã xin ông cho cất một túp lều tựa vào sườn núi để ở, Thái Khang chấp thuận. Nơi ấy sau thành kinh đô Hạc Khâu (鹤丘) của Nam Giác, các bá chủ nước này cũng đời đời mang họ Châu để tưởng vọng tổ tiên. Tục tư trị thông giám chỉ vắn tắt kể thêm sự kiện Nam Giác bị nước Tấn thu phục, không rõ vì nguyên cớ gì và có thể vào khoảng thế kỷ V TCN. Sau đó Tấn cũng bị phân rã, cương vực cũ của Nam Giác lại nằm trong địa bàn nước Triệu.
Vào thập niên 1990, dựa trên những chứng tích khảo cổ, các nghiên cứu sinh của Đại học Sơn Tây đã xác định được danh tính 16 trong tổng số bá chủ nước Nam Giác, tuy nhiên điều này vẫn bị chỉ trích là mơ hồ. Bên cạnh đó, thứ ngôn ngữ từng phổ dụng thời kỳ đó được học giới nhất quán cho rằng chiếm đến 60% ngôn ngữ của người Sơn Âm hiện nay.